# Anhangabaú
L'Anhangabaú è un fiume che attraversa il territorio della città brasiliana di San Paolo. La sua vallata costituisce uno dei più celebri parchi urbani della metropoli paulista.

## Etimologia
Il toponimo è di origine tupi fiume o acqua dello spirito maligno.

## Percorso
L'Anhangabaú nasce dalla confluenza, situata nei pressi dell'attuale Praça da Bandeira, di tre corsi d'acqua: il Córrego do Saracura, il torrente Itororó ed il Córrego Bexiga. Il fiume, interamente canalizzato e coperto, attraversa il centro di San Paolo sino a sfociare in sinistra orografica nel Rio Tamanduateí nei pressi del Mercato Municipale.